# LUnix
LUnix, of voluit Little Unix, was een Unix-achtig besturingssysteem voor de Commodore 64, een populaire homecomputer uit het begin van de jaren tachtig. Evenals Linux, waarmee het echter niet verward moet worden, was LUnix een opensourceproject. LUnix was geheel geschreven in 6502-assembleertaal. Standaard was er enkel een command-line-interface beschikbaar.
LUnix ondersteunde, in beperkte mate, multitasking en netwerkcommunicatie (TCP/IP) via een seriële poort. De laatste versie is 0.21 en werd uitgegeven op 10 september 2004 onder de voorwaarden van de GPL.